# Црква Светих апостола у Карсу
Катедрала у Карсу, позната и као Црква Светих апостола (јерм. Կարսի Սուրբ Առաքելոց եկեղեցի, Karsi Surb Arakelots' yekeghets'i; тур. Aziz Havariler Kilisesi или „Црква дванаест апостола“ 12 Havariler Kilisesi) је бивша јерменска апостолска црква у Карсу, у источној Турској. Изградио је средином 10. века јерменски краљ Багратид Абас I (928–953), 1579. претворена је у џамију. У 19. и почетком 20. века претворена је у руску православну, а касније јерменску катедралу. 1993. године поново је претворена у џамију и назива се Кумбет џамија (тур. Kümbet Camii, дословно „куполаста џамија“). Тренутно је део већег исламског комплекса који укључује џамију Евлија, највећу џамију у Карсу.

## Преглед
Катедрала се налази у подножју тврђаве Карс. 
Историчари Степанос Асохик, Самуел из Анија и Мхитар из Ајриванка називали су цркву катедралом. У јерменским изворима из 19. века почела је да се назива црквом Светих апостола. 

### Архитектура
То је централно планирани куполасти тетраконч (са четири апсиде), и имитира цркву Светог Јована из Мастаре из седмог века. Главни улаз цркве налази се на западној страни, а такође има још две капије на јужној и северној страни. 
„На спандрелима између дванаест лукова на вестибилу налази се дванаест фигуралних рељефа у стојећем положају. Они су изведени у врло примитивном стилу. Према Ј.М. Тијерију, ове фигуре представљају дванаест апостола, чији је култ донесен из Византије у 10. - 11. веку“. 

## Историја

### Рана историја
Црква нема сачуваних натписа на зградама и тачни датуми њеног оснивања нису познати. Натписе су муслимани вероватно уклањали у каснијим вековима. Међутим, извор из 11. века наводи да је катедрала саграђена током владавине краља Абаса, који је владао Багратид Јерменијом између 928. и 958. године. Карс је у овом периоду служио као главни град Багратида. Историчар из 11. века Степанос Асохик написао је да је краљ Абас „саградио свету катедралу града Карса каменим блоковима, блоковима пешчара који су били глачани челиком: црква је била надвишана кружном куполом чија је орнаментика подсећала на свод неба“, и да је катедрала већ завршена у време мандата католикоса Ананија I (Ананије од Мока) (943-967). Хронике Самуел из Анија (12. век) Мхит'ара из Ајриванка (13. век) наводе 931–932. као почетак градње цркве. 

### Напуштање и претварање у џамију
Црква је вероватно напуштена након што су Селџуци освојили Карс 1064/5. Верује се да је црква током средњег века била „делимично прекривена земљом“. 
После освајања великих делова Јерменије, укључујући Карс, од стране Османског царства у 16. веку, Мустафа-паша је претворио цркву у џамију. Претпоставља се да је џамија Сулејмана Ефендије коју је поменуо турски путник Евлија Челебија из 17. века, катедрала Карса. 

### 19. и почетак 20. века
После руског заузимања Карса 1877. године претворена је у руску православну цркву. „Пронаоси су изграђени испред западног, северног и јужног портала, чија је првобитна структура уништена. На источној страни је подигнута сакристија која је покривала целу фасаду, а унутра је изграђен иконостас“. 
Током касније фазе Кавкаског похода из Првог светског рата, после Октобарске револуције и руског грађанског рата, руске трупе су масовно напустиле Кавказ. У априлу 1918. Турци су заузели Карс и црква је поново претворена у џамију. Према примирју из Мудроса, од Турака се захтевало да се повуку до предратне границе. Република Јерменија је стекла надзор над градом 1919. године и црква је преуређена назад у јерменску цркву. 

### Од 1920
1920. године Карс је поново пао под турску власт током турско-јерменског рата. Катедрала је престала да функционише као црква и кратко је функционисала као џамија „али убрзо након тога кемалистичка влада је ставила на продају. Општина Карс ју је купила и планирала да је сруши како би на њеном месту изградила школу, али план никада није спроведен. Општина ју је 1950-их користила за складиште нафте." 
Функционисала је као Музеј Карса између 1964. и 1978. Након пресељења музеја на ново место, споменик је био запуштен до 1993. године, када је преуређен у џамију под именом Кумбет џамија и предат Председништву верских послова. Економист је њено поновно отварање као џамије навео као пример искорењивања јерменског културног наслеђа у Турској. Према С. Петеру Кау, од 1998. године, „оригинална висока јерменска бема са високим руским иконостасом из 19. века још увек је била на месту“.
У интервјуу 2005. године, градоначелник Карса Наиф Алибејоглу изјавио је о плановима за обнављање катедрале и додао да ће након обнове „културни центар или музеј бити много прикладнији“. 

## Галерија (унутрашњост катедрале)
- Елементи оригиналног хришћанског унутрашњег уређења
- Купола
- Унутрашња декорација
- Унутрашњост цркве
- Унутрашњост цркве